# De bewaker
De bewaker is het 105de stripverhaal uit de reeks van De Rode Ridder. Het is geschreven en getekend door Karel Biddeloo. De eerste albumuitgave was in 1983.

## Het verhaal
Twee krijgsheren, Gerholt en Odwin, keren na een lange oorlog terug naar huis. Onderweg worden ze overvallen door Roniard en zijn bende. Tijdens het gevecht stort Odwin in ene ravijn en worden de rovers verjaagt met de plotse hulp van de Rode Ridder. Odwin zal zijn verwondingen niet overleven en zal sterven. Daarom vertelt hij zijn geheim: ergens in de bergen ligt een fantastische goudader.
Johan en Gerholt willen op zoek gaan naar deze goudader. In het zwaard van Odwin zit een kaart verborgen. Een schatkaart waar de weg naar de gouden grot wordt uitgestippeld. In Randheim, een stadje in de bergen, maken de ridders kennis met Yorgen, de berggids. Later vergezelt ook Ignaat hen, een vriend van Yorgen. Maar Ignaat hen voor groot gevaar. De legende van Kirzil-Ermal, de wrekende kwaadaardige geest die de Heilige bergtop beschermt en bewaakt. Onderweg stoten de avonturiers op een kamp dat zopas werd overvallen door een onzichtbare vijand. Pijlen zoeven uit het niets, en treffen Gerholt. De gezellen vinden in het overvallen kamp een jonge vrouw die de overval overleefde, maar hierdoor het vermogen tot spraak verloren is.
Het gezelschap neemt de vrouw onder hun hoede en trekt verder de bergen in. Wanneer ze halt houden werpt Gerholt de schatkaart in het kampvuur, om zo zijn gezellen in vertrouwen te nemen. Diezelfde nacht spreekt het meisje. Ze heet Marulic en ze vertelt hoe een onzichtbare kracht dood en vernieling zaaide in haar kamp. Kirzil-Ermak. Maar er azen nog avonturiers op de goudader; Roniard en zijn bende. In de bergen worden ze echter vreselijk gedood door de onzichtbare kracht.
Johan en zijn metgezellen zetten de expeditie verder en na een gevaarlijke klim, waarbij ze Yorg verliezen, bereiken ze uiteindelijk de grot. Een grot met wanden van puur goud. Wanneer Roniard de grot bereikt, wordt hij verpletterd door een enorm zwaar rotsblok. Terwijl Johan en Ignaat zoveel als mogelijk goud uit de wanden proberen te hakken, krijgt Gerholt het idee om het goud voor zich te houden en met Marulic te vluchten. Maar bij deze woorden wordt hij ook het slachtoffer van Kirzil-Ermak.
Johan wil afrekenen met deze onzichtbare dood, voordat het ook voor hem te laat is. Ignaat valt de Rode Ridder aan en wil al het goud voor zich houden? Nog voor hij iets kan ondernemen wordt hij gestopt door Marulic. Wanneer Johan geen interesse toont om goud mee te nemen, onthult Marulic haar ware identiteit. Zij is Kirzil-Ermak, de bewaker van de Heilige bergtop. Ze laat de Rode Ridder gaan, maar ze zal nog eeuwenlang waken over het goud.

## Achtergronden bij het verhaal
- Dit is het laatste album dat in zwart-wit verscheen. De volgende albums zijn in kleur.
- Dit album is geïnspireerd door de western "The Curse Of Demon Mountain". Hierin gaan enkele Zuidelijke of Geconfedereerden na de Amerikaanse Burgeroorlog op zoek naar een mysterieuze Diamantmijn.